# Underground Kingz
Underground Kingz é um álbum de estúdio de UGK, o qual chegou ao número um na Billboard 200 em 2007.